# Вулиця Добровольчих батальйонів (Київ)
Ву́лиця Доброво́льчих батальйо́нів — вулиця в Печерському районі міста Києва, місцевість Звіринець. Пролягає від Старонаводницької до Лаврської вулиці. 
Прилучаються вулиці Редутна, Радіальна, Козятинська, провулки Памви Беринди, Йова Борецького та сходи до Лейпцизької вулиці.

## Історія
Вулиця виникла в середині XX століття і разом з провулком Панфіловців (нині — провулок Йова Борецького) складала 665-ту Нову вулицю. У 1953 році отримала назву вулиця Панфіловців, на честь героїв-панфіловців.
Сучасна назва вулиці на честь військових частин, сформованих переважно з добровольців, що з 2014 року беруть участь у бойових діях на сході України — з 2015 року.

## Установи та заклади
- Консульський відділ Посольства Російської Федерації в Україні (буд. № 5)
- Посольство Греції в Україні (буд. № 10)
- Книжковий корнер Readeat (буд. № 10)

## Галерея

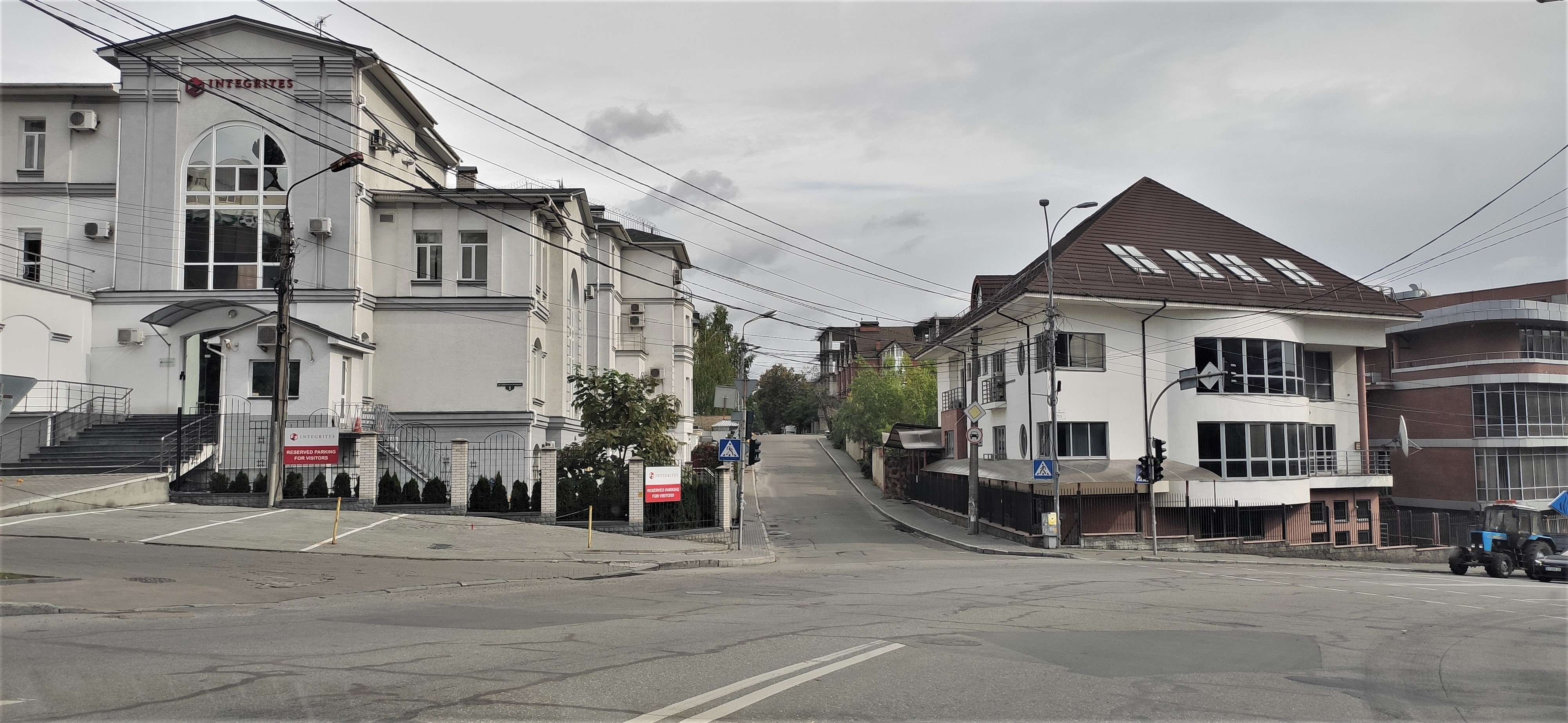
Початок вулиці